# Tmogvi
Tmogvi ali Tmkaberd (gruzijsko თმოგვი [tʰmɔgvi]; armensko Թմկաբերդ) je porušena trdnjava in srednjeveško mesto na jugu Gruzije, regije Samche-Javaheti, na levem bregu reke Kura, nekaj kilometrov dolvodno od jamskega mesta Vardzia.

## Zgodovina
Ime Tmogvi izhaja iz gruzijske besede mogvi (მოგვი), kar pomeni "poganski duhovnik" ali "mag". Trdnjava se prvič omenja v virih iz 9. stoletja. Zgrajena je bila kot obramba za nadzor starodavne trgovske poti med planoto Javaheti in sotesko reke Kura, nad sotesko, ki jo tvori reka Kura. To je bila ključna vojaška trdnjava v regiji Javaheti. Fevdalci regije so bili takrat Bagratidi, gruzijska veja. Gruzijske kronike poročajo o številnih poskusih prevzema gradu, ki pa so bili le redko uspešni.
Tmogvi je postal pomemben po tem, ko je bilo sosednje mesto in trdnjava Cunda uničeno okoli leta 900 našega štetja. Leta 914 se je Jusuf ibn Abi'l-Saj približal Tmogviju, vendar se je umaknil, ne da bi ga poskušal zajeti. To je bila prva omemba trdnjave v kronikah. Do začetka 11. stoletja je trdnjava prešla pod neposredni nadzor združenega kraljestva Gruzije. Druga omemba je povezana s tem obdobjem, ko je državi vladal Bagrat III. Kralj je v trdnjavo zaprl dva vladarja vojvodine Klarjeti, Sumbata III. in njegovega brata Gurgena.
Leta 1073 je bil dan kot apanaža plemiču Niania Kuabulisdzeju; njegovi potomci so ga ohranili v naslednjih stoletjih, preden je prešel na druge večje fevdalne družine, kot so Toreli, Tmogveli, Šalikašvili ali Jaqeli. Leta 1088 se je trdnjava porušila v prvem uničujočem potresu, ko sta umrla njen vladar Kahaber in njegova žena. Leta 1191 je trdnjavo Sargis-Mhargrdzeli podarila kraljica Tamara Gruzijska. Mhargrdzeli je v Tmogviju vladal stoletje. Najbolj znan med njimi, Sargis Tmogveli, je bil tudi pisatelj in pesnik ter filozof. Mesto je bilo obnovljeno in zacvetelo, potem ko je bilo ponovno uničeno v drugem potresu leta 1283.
Tretji potres leta 1319 je ponovno uničil Tmogvi. V času vladavine Murvana Kathaidzeja ga je obnovil arhitekt Theodor. Srednjeveški gruzijski pisatelj Sargis Tmogveli je bil iz Tmogvija. Družina Šalikašvili je bila zadnji vladar trdnjave v 16. stoletju. Osmansko cesarstvo je pridobilo nadzor nad trdnjavo leta 1578. Leta 1829 je z Adrianopolsko pogodbo trdnjava skupaj z okoliško regijo prešla v Ruski imperij.

## Arhitektura
Grad Tmogvi je bil zgrajen v slikovitem okolju, na vrhu težko dostopne gore visoko nad reko Kuro. Z dveh strani je zaščiten z reko in z druge strani z globokimi soteskami. Dostop do gradu je po ozkih prehodih, zaščitenih z obzidjem. Grad se razprostira na 3 gričih, ki jih povezuje in obdaja obzidje (150 metrov dolgo, 3 metre široko), ki dopolnjuje naravno obrambo, ki jo ponujajo pečine. Na vsakem hribu je bilo zgrajenih več stolpov. Skrivni rov je povezal grad z reko in omogočal dostop do vode tudi med obleganjem. V stenah sta se nabirala voda v dveh rezervoarjih. Zahodni del trdnjave je bolje ohranjen. V samem gradu obstaja manjše število stavb. Štirikotna stavba iz tufa na bazaltnih temeljih naj bi bila cerkev. Zunaj obzidja, na zahodni strani, stoji cerkev svetega Efrema v porušenem stanju, z delci fresk iz 13. stoletja. Razvaline mesta se razprostirajo daleč od jugovzhodnega obzidja po pobočju.

## V tradiciji, umetnosti in literaturi
Leta 1902 je armenski narodni pesnik Hovhannes Tumanyan napisal eno svojih najbolj znanih pesmi z naslovom Zajetje Tmkaberda (Թմկաբերդի առումը).
Na podlagi Tumanyanovega dela je ruska pesnica Sophia Parnok napisala libreto Obleganje gradu Tmbka (Взятие Тмкаберда). Sovjetsko-armenski skladatelj Alexander Spendiaryan je uporabil libreto za ustvarjanje svoje slavne opere Almast leta 1928.
Po ustnem armenskem izročilu, ki ga je zbrala znanstvena odprava, je grad nekoč pripadal armenskemu vojvodi, ki je uspešno odbijal poskuse napadalcev, da bi vdrli v grad. Toda perzijski šah je zapeljal njegovo ženo in z zvijačo zavzel grad. Potem ko je zastrupila svojega moža in napila njegovo vojsko, je vojvodova žena in sovražniku odprla grajska vrata. Po zavzetju gradu so Perzijci izvedli brutalno maščevanje nad njegovimi branilci in prebivalci bližnjih vasi.